# Gala water
Gala water is een compositie van Sally Beamish voor cello solo.
Het werk is geïnspireerd op het volksliedje Braw (braw) lads of Gala water. Robert Burns schreef ook een gedicht onder die titel. De componiste gaf daarbij aan, dat het thema pas op het eind te horen is. Er is sprake van een thema met variaties maar dan in omgekeerde volgorde. Gala water verwijst naar een riviertje in Galashiels, een streek in zuid-Schotland. Beamish verhuisde in 1990 naar Schotland. De Galashields Arts Association droeg financieel bij aan dit werk, dat zeer persoonlijk is. Beamisch schreef het voor haar man, de cellist Robert Irvine ter beider verwerking van een miskraam. Hij gaf dan ook de eerste uitvoering op 20 januari 1995 in de Volunteer Hall in Galashiels.
Gezien de oorsprong is het grootste deel van dit acht minuten lang durend werk in langzame tempi geschreven:
- Lento
- Andante
- Allegro
- Adagio